# Mine de glace de Coudersport

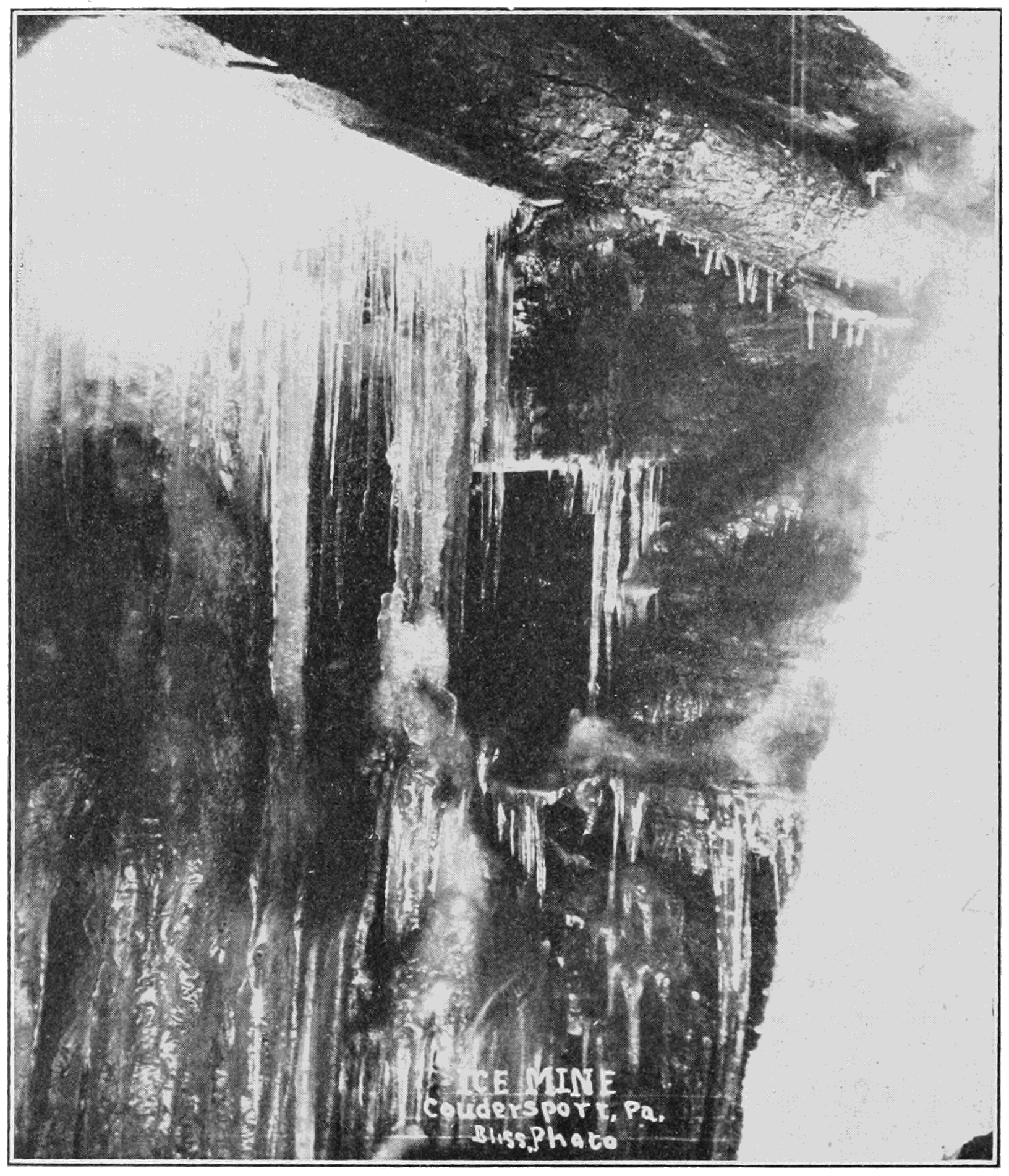
Image de la mine de Coudersport datant de 1913.

La mine de glace de Coudersport est une grotte située dans le comté de Potter, en Pennsylvanie, à l'est de Coudersport. Découverte en 1894 par un prospecteur minier à la recherche de minerai d'argent, la grotte mesure environ 40 pieds (12 m) de profondeur, environ 8 pieds (2,4 m) de largeur et 10 pieds (3,0 m) de longueur et abrite des stalagmites. La grotte a été ouverte au public dès le début du 20e siècle pour être fermée en 1989,,. La propriété de la mine de glace a été achetée par de nouveaux propriétaires qui ont entrepris une restauration en 2013. Après avoir été fermée pendant un quart de siècle, la mine de glace de Coudersport a été rouverte en 2014.

## Publications
- Edwin Swift Balch, The Coudersport Ice Mine, Proceedings of the American Philosophical Society, vol. 60, no. 4, 1921, pp. 553-559